# Международная ассоциация «Метро»
Междунаро́дная ассоциа́ция «Метро́» — содружество метрополитенов и производственных предприятий, объединяющее метрополитены России, Украины (вышла после нападения России), Белоруссии, Грузии, Армении, Азербайджана, Узбекистана, Казахстана и Чехии. В состав Ассоциации также входят крупнейшие промышленные предприятия, производящие для метрополитенов технические средства и различное оборудование.

## История создания
Ассоциация «Метро» образовалась в феврале 1992 года в условиях разрушения системы централизованного управления метрополитенами СССР. Главное управление метрополитенов МПС было упразднено, метрополитены были переведены в муниципальное управление, а с распадом СССР они остались наедине с многочисленными проблемами, тяжесть которых усугублялась скоротечностью происходящих преобразований, ставших в буквальном смысле шоковыми для руководителей метрополитенов. Все понимали, что для метрополитенов, спроектированных и построенных по единому техническому, правовому, организационному и социально-экономическому принципу, длительно находящихся в централизованной системе управления, указанные преобразования могли обернуться нарушением их нормального функционирования.
Одновременно все правовые документы, единые для метрополитенов, утверждаемые МПС и Главным управлением метрополитенов, многочисленные инструкции, техпроцессы, положения об организации централизованного ремонта технических средств и оборудования по всему многоотраслевому хозяйству метрополитена, под угрозой прекращения оказались кооперативные взаимовыгодные связи между метрополитенами, метрополитены лишились научно-исследовательской базы (при Главном управлении метрополитенов было своё отделение ВНИИЖТа, которое работало исключительно по тематике метро).
Разъединение специалистов метрополитенов затрудняло их общение, обмен идеями и опытом, выработку каких-либо общих стратегических направлений деятельности.
Без этого специалисты, работающие в одной области, не могут обеспечивать эффективное функционирование отрасли. Поэтому появилась необходимость создания какого-то органа, который бы объединял специалистов не по ведомственному, а по профессиональному признаку и взял бы на себя координацию и решение многих технических вопросов, связанных с эксплуатацией метрополитенов, оснащение их новыми технологическими устройствами, разработкой новых систем эксплуатации.
Таким органом стала Ассоциация «Метро», которая в короткий срок объединила метрополитены крупнейших городов России: Москвы, Санкт-Петербурга, Нижнего Новгорода, Новосибирска, Самары, Екатеринбурга, а также столиц государств бывшего СССР: Ташкента, Тбилиси, Еревана и Баку.
В сложнейших финансовых и организационных условиях становления рыночных отношений и разобщённости метрополитенов СНГ Ассоциация взяла на себя координирующие и информационно-аналитические функции, способствуя тем самым объединению коллективов метрополитенов.

## Состав ассоциации
| Метрополитены: - Московский метрополитен - Петербургский метрополитен - Тбилисский метрополитен - Бакинский метрополитен - Ташкентский метрополитен - Ереванский метрополитен - Минский метрополитен - Нижегородский метрополитен - Новосибирский метрополитен - Самарский метрополитен - Екатеринбургский метрополитен - Метроэлектротранс г. Казани - КГП "МЕТРОПОЛИТЕН" г. Алматы | Предприятия: - Метровагонмаш - Артёмовский машиностроительный завод «ВЕНТПРОМ» - ООО "Силовые машины - завод Реостат" - ООО "НИИЭФА-ЭНЕРГО" - ООО «1520 (Сигнал)» - Центр транспортных исследований - ЗАО «Эс-Сервис» - АО «НИИ ТМ» - ГУП "Горэлектротранс" СПб - Ленметрогипротранс - Транс Сигнал |

Украинские метрополитены вышли с началом российского вторжения.

## Деятельность
Ассоциация ставит своей главной целью содействие и координацию деятельности её членов в области:
- технической политики
- научно-технических разработок
- реконструкции и модернизации технических средств
- внедрения достижений технического прогресса в эксплуатацию путём привлечения к решению общих для метрополитенов проблем широкого круга специалистов
- защиту общих имущественных интересов.

Основными направлениями деятельности Ассоциации являются:
- организация разработки директивных документов по совершенствованию деятельности метрополитенов и решению социальных вопросов работников, представление их (документов) в правительственные органы Российской Федерации и СНГ в установленном порядке и участие в работе по их реализации;
- организация надежной и взаимовыгодной кооперации производственных мощностей по обеспечению ремонта технических средств метрополитенов и изготовлению запасных частей;
- организация обмена опытом работы метрополитенов;
- содействие метрополитенам в развитии внешнеэкономической деятельности, участию их в международных организациях.

Кроме того, Ассоциация осуществляет:
- решение вопросов по улучшению материально-технического обеспечения метрополитенов;
- координацию разработок по совершенствованию безопасности перевозок;
- организацию совместной издательской и научной деятельности;
- оказание консультационных услуг членам Ассоциации;
- обмен опытом работы правоохранительных органов на метрополитенах.

## Другое
- Ассоциация «Метро» является действительным членом International_Association_of_Public_Transport[англ.] (Международного Союза Общественного транспорта (МСОТ)) и в лице её членов имеет право быть представленной на всех международных Ассамблеях метрополитенов мира, а также на других международных мероприятиях, проводимых МСОТ.
- С 1999 г. Ассоциацией был организован регулярный выпуск международного журнала общественного транспорта «Public Transport International» на русском языке (ISSN-1016-796X).